# Eurocoelotes falciger
Eurocoelotes falciger là một loài nhện trong họ Amaurobiidae.
Loài này thuộc chi Eurocoelotes. Eurocoelotes falciger được Wladislaus Kulczynski miêu tả năm 1897.